# Chrysotoxum quadrifasciatum
Chrysotoxum quadrifasciatum är en tvåvingeart som beskrevs av Enrico Adelelmo Brunetti 1923. Chrysotoxum quadrifasciatum ingår i släktet getingblomflugor, och familjen blomflugor. Inga underarter finns listade i Catalogue of Life.